# 허 목공
허 목공(許 穆公)은 허나라의 제13대 남작(재위: 기원전 697년 ~ 기원전 656년)이다. 이름은 신신(新臣)이고, 허 장공의 동생이다. 제나라로 추정되는 주도적 성격을 띤 나라가 휘몰아온 제후 연합군에 의해 무고히 나라가 침공받아, 어이없이 성이 함몰되고, 장공이 어디론가 분(奔)하니, 이에 나라를 아주 멸하고자 하였는데, 한 늙은 대부가 방문한 바, 장공의 어린 동생 신신을 데리고, 엎드려 애걸하여 태악의 제사를 보존케 해달라고 갈구하니, 제후가 이로써 측은한 감정을 가지게 된 바, 이를 허락함으로써, 신신을 세워 제후 허남으로 하고, 즉시 돌아가니, 이가 목공이다. 목공 42년에 졸했다.